# Kristen Nygaard (football)
Kristen Nygaard est un footballeur danois, reconverti en entraîneur, né le 9 septembre 1949 à Sunds.

## Biographie
Il a effectué la plus grande partie de sa carrière au club hollandais AZ Alkmaar où il a inscrit 104 buts en 363 matchs.
Il a également joué plusieurs saisons en France, au Nîmes Olympique.
International danois, il a notamment participé aux J.O. de 1972 où il a inscrit un but en 6 matchs.
Après sa carrière de joueur, il est devenu entraineur du Nîmes Olympique pendant deux saisons, mais n'est pas parvenu à remonter le club en 1re division.
À la suite d'un grave accident de voiture en 1994, un match de gala a été organisé en son honneur en 1996 par le AZ Alkmaar.

## Palmarès
- Championnat des Pays-Bas de football
  - Champion : 1981 avec AZ Alkmaar

- Coupe des Pays-Bas de football
  - Vainqueur : 1978, 1981, 1982 avec AZ Alkmaar

- Coupe UEFA
  - Finaliste : 1981 avec AZ Alkmaar